# Castelo de Peña
O Castelo de Peña localiza-se no povoado abandonado de Peña, no termo do município de Javier, na província e comunidade autónoma de Navarra, na Espanha.
Ergue-se no alto da serra de Peña, a 1 062 metros acima do nível do mar, como vértice de um triângulo imaginário formado por Sos del Rey Católico, Cáseda e Sangüesa, na fronteira com Zaragoza.

## História
Existem referências documentais ao castelo desde o século XI. Constituía-se em uma sentinela diante dos territórios muçulmanos. Com a separação do reino de Navarra do reino de Aragão, o rei Jaime I de Aragão aceitou definitivamente a pertença deste castelo a Navarra em 1232.
Quando da anexação da Alta Navarra (Navarra peninsular) à Espanha, sob o reinado de Fernando, o Católico, na sequência da invasão castelhano-aragonesa de 1512 pelas tropas de Fadrique Álvarez de Toledo y Enríquez de Quiñones, 2° duque de Alba, o Cardeal Cisneros ordenou, por decreto, a destruição das torres de todos os castelos de Navarra.
As suas ruínas encontram-se sob a protecção da Declaração genérica do Decreto de 22 de Abril de 1949, e da Lei n° 16/1985 sobre o Património Histórico Espanhol. Regionalmente foram declaradas como Bem de Interesse Cultural pelo Decreto Foral 213/1997, de 1 de Setembro (publicado no B.O.N. de 12 de Novembro de 1997), modificado pelo Decreto Foral 341/2001, de 4 de Dezembro (publicado no B.O.N. de 21 de Janeiro de 2002).

## Características
O castelo contava com dois torreões. O único lado pelo qual era possível o acesso à vila medieval era defendido por uma muralha.